# Joice da Silva
Joice Souza da Silva (ur. 20 lipca 1983) – brazylijska zapaśniczka. Dwukrotna olimpijka. Zajęła dwunaste miejsce w Londynie 2012 w wadze 55 kg, a także w Rio de Janeiro 2016 w kategorii 58 kg.
Ósma zawodniczka mistrzostw świata w 2013. Triumfatorka igrzysk panamerykańskich w 2015 i brązowa medalistka w 2011. Zdobyła siedem medali mistrzostw panamerykańskich, złoto w 2015. Medalistka igrzysk Ameryki Południowej, druga w 2010. Mistrzyni Ameryki Południowej w 2009. Srebrna medalistka wojskowych mistrzostw świata w 2016 i brązowa w 2014 roku.
Ukończyła Universidade Estácio de Sá w Rio de Janeiro.